# Narodowy Dzień Życia
Narodowy Dzień Życia – polskie święto obchodzone co roku 24 marca, uchwalone przez Sejm Rzeczypospolitej Polskiej uchwałą z dnia 27 sierpnia 2004 roku. 
Dzień ten nie jest dniem wolnym od pracy.
Celem święta jest wzbudzenie „refleksji nad odpowiedzialnością władz państwowych, społeczeństwa i opinii publicznej za ochronę i budowanie szacunku do życia ludzkiego, szczególnie ludzi najmniejszych, najsłabszych i zdanych na pomoc innych”. Dzień ten według ustawodawcy powinien stać się również motywem do solidarności społecznej i zachętą do wszelkich działań służących wsparciu i ochronie życia.

## Obchody
- 2021 – hasło przewodnie obchodów Dnia Życia brzmiało W Zasadzie, Życie![2]
- 2015 – hasło przewodnie obchodów Dnia Życia brzmiało Rodzina – Wspólnota – Polska[3].
- 2012 – hasło przewodnie obchodów Dnia Życia brzmiało Rodzina receptą na kryzys[4].
- 2011 – hasło przewodnie obchodów Dnia Życia brzmiało Pamiętaj dajesz przykład[5].
- 2010 – hasło przewodnie obchodów Dnia Życia brzmiało Dziadki - Dziatkom[6].
- 2009 – hasło przewodnie obchodów Dnia Życia brzmiało Stawiam na rodzinę[7]; w kampanii telewizyjnej wziął udział dziennikarz Maciej Kurzajewski, który przedstawił widzom swoją rodzinę.
- 2008 – hasło przewodnie obchodów Dnia Życia brzmiało Jestem mamą. To moja kariera a jego celem jest promowanie macierzyństwa.
- 2007 – hasło przewodnie obchodów Dnia Życia brzmiało Razem na zawsze[7] a jego celem było promowanie wierności i stabilności związków małżeńskich.
- 2006 – z okazji obchodów Narodowego Dnia Życia zarejestrowany został utwór Być ojcem – rola życia[7].
- 2005 – z okazji pierwszych obchodów Narodowego Święta Życia Jan Pospieszalski napisał tekst i muzykę do utworu Dom Pełen Skarbów[7]. W nagraniu utworu uczestniczyli:
  - Paweł Kukiz – śpiew solo
  - Lidia Pospieszalska – śpiew solo
  - Barbara i Franciszek Pospieszalscy – śpiew w chórkach
  - Maria Ruman – śpiew w chórkach
  - Kamil Landecki – śpiew w chórkach
  - Grzegorz Lelek – skrzypce
  - Patryk Rogoziński – wiolonczela
  - Darek Baseltowski – gitara
  - Marcin Pospieszalski – gitara basowa
  - Mateusz Pospieszalski – instrumenty klawiszowe